# Liste der Kulturgüter in Salvan
Die Liste der Kulturgüter in Salvan enthält alle Objekte in der Gemeinde Salvan im Kanton Wallis, die gemäss der Haager Konvention zum Schutz von Kulturgut bei bewaffneten Konflikten, dem Bundesgesetz vom 20. Juni 2014 über den Schutz der Kulturgüter bei bewaffneten Konflikten sowie der Verordnung vom 29. Oktober 2014 über den Schutz der Kulturgüter bei bewaffneten Konflikten unter Schutz stehen.
Objekte der Kategorien A und B sind vollständig in der Liste enthalten, Objekte der Kategorie C fehlen zurzeit (Stand: 1. Januar 2023).

## Kulturgüter
| Foto |                                                                             | Objekt                                                                                      | Kat. | Typ | Standort                       | Beschreibung |
| ---- | --------------------------------------------------------------------------- | ------------------------------------------------------------------------------------------- | ---- | --- | ------------------------------ | ------------ |
| ja   | Datei hochladen · Wikidata zu Sammelbecken SBB (Q29573919)                  | Sammelbecken SBB / Bassin d’accumulation CFF KGS-Nr.: 06980                                 | A    | G   | Les Marécottes 566506 / 106497 |              |
| BW   | Datei hochladen · Wikidata zu Die drei Brücken (Q29927262)                  | Die drei Brücken / Les trois ponts KGS-Nr.: 06981                                           | B    | G   | Le Bochatay 565963 / 105911    |              |
| BW   | Datei hochladen · Wikidata zu Gravierte Steine, unbekannte Zeit (Q29927266) | Gravierte Steine unbekannter Zeitstellung / Pierres gravées période inconnue KGS-Nr.: 06982 | B    | F   | Place Centrale 567699 / 107750 |              |